# Ursul de lavă
Ursul de lavă (cunoscut și sub numele de sand lapper, grizzly pitic și ursul soarelui nord-american) este o varietate de urs negru american (Ursus americanus) care se găsește în paturile de lavă din sudul central al statului Oregonului. Animalul a fost descris ca fiind un urs foarte mic, cu blană lână de culoare maro deschis. Puținii urși de lavă care au fost uciși sau capturați erau puțin mai mari decât un bursuc. S-a crezut cândva că este o specie separată. Cu toate acestea, oamenii de știință care au examinat specimenele au stabilit că animalele erau pipernicite din cauza mediului dur în care trăiau. Astăzi, se recunoaște că urșii de lavă nu au existat niciodată ca o specie unică.